# Atto III - L'errore
Atto III - L'errore è un singolo della cantautrice italiana Joan Thiele pubblicato il 22 ottobre 2021.

## Descrizione
Il singolo costituisce l'ultimo capitolo di un'ideale trilogia, iniziata con Atto I - Memoria del futuro e Atto II - Disordinato spazio, ed è composto dalle due tracce Errori e Sotto la pelle.

## Tracce
Testi e musiche di Joan Thiele.
1. Errori – 3:12
2. Sotto la pelle (feat. Mace) – 3:30